# دان بونه
دن بونه (به انگلیسی: Dan Boneh) (زاده سال ۱۹۶۹) استاد دانشگاه استنفورد در گروه مهندسی برق و علوم کامپیوتر می‌باشد. وی در زمینه‌هایی از جمله رمزنگاری و امنیت رایانه به تحقیق مشغول است.
او در سال ۱۹۶۹ در اسرائیل به دنیا آمد. وی دکترای خود را در علوم کامپیوتر از دانشگاه پرینستون آمریکا در سال ۱۹۹۶ در زیر نظر ریچارد جی لیپتون گرفته است.
بونه در سال ۲۰۱۸ به همراه David Mazières ریاست مرکز تحقیقات Blockchain در دانشگاه استنفورد را به عهده گرفت.
وی به انتشار درس معروف نظریه رمزنگاری خود به صورت رایگان در اینترنت نیز معروف است.

## تحقیقات
بونه یکی از پایه‌های توسعه دهنده رمزنگاری دوجزئی است.